# پیچ خوردگی برگ هلو
پیچ خوردگی برگ هلو یک بیماری گیاهی است که با تغییر شکل  و رنگ برگ ها مشخص می شود و توسط قارچ Taphrina deformans  ایجاد می شود که درختان هلو ، شلیل و بادام را مبتلا می کند. T. deformans در ایالات متحده ، اروپا ، آسیا ، آفریقا ، استرالیا و نیوزلند یافت می شود .  پیچ خوردگی برگ هلو میزان برگ و میوه تولید شده توسط درختان هلو و شلیل را کاهش می دهد.
پیچ خوردگی برگ هلو، که به آن بیماری لب شتری هلو نیز گفته میشود، عمدتاً بر درختان هلو ، شلیل و بادام تأثیر می گذارد. زردآلو به طور کلی در برابر پیچ خوردگی برگ هلو مصون است. در عوض، بیماری های اصلی زردآلو پژمردگی شکوفه ها و پژمردگی شاخه ها هستند که توسط Monilinia fructicola در بهار و Eutypa lata در تابستان ایجاد می شود. با این حال، در یک مورد جداگانه در مجارستان در سال 2011، پیچ خوردگی برگ هلو نیز در درختان زردآلو گزارش شد. 

## علائم
پیچ خوردگی برگ هلو یک بیماری قارچی متمایز و به راحتی قابل مشاهده است و شدت علائم بستگی به این دارد که چگونه عفونت اولیه رخ داده است. معمولاً برگهای بیمار را می توان بلافاصله پس از بیرون آمدن از جوانه به دلیل رنگ قرمز و شکل پیچ خورده آنها شناسایی کرد. همانطور که برگ ها رشد می کنند، در مقایسه با برگ های معمولی به طور فزاینده ای تغییر شکل یافته و در نهایت ضخیم و لاستیکی می شوند. رنگ برگها از سبز معمولی به قرمز و بنفش تغییر می کند . در نهایت، برگ ممکن است خشک شود و بیا‍‍‍‍فتد. تغییرات در پوست کمتر قابل توجه است.   برگ های آلوده زود می ریزند. شکوفه های بیمار ممکن است میوه ندهند. درخت بیمار ممکن است میوه طبیعی تولید کند، اما گاهی اوقات ممکن است تحت تأثیر قرار گیرد و رنگ مایل به قرمز نشان دهد.
پس از ریزش برگهای آلوده٬ درخت معمولاً برگ‌های جدید تولید می‌کند که به ندرت بیمار می‌شوند، زیرا قارچ در دمای معمولأ بالاتر اواخر بهار و اوایل تابستان مسری نیست به جز در وقتی که بهار خنک و مرطوب باشد.

## علت پیچ خوردگی برگ هلو
قارچ T. deformans باعث تغییر شکل برگ های جوان، تاول های قرمز شده و در نهایت روی برگ ها پوشش سفید رنگی ایجاد می شود. این رنگ سفید از کیسه های هاگ آسکی ساخته شده است که از کوتیکول برگ عبور می کند. یکی آسک متشکل از هشت آسکوسپور که ایجاد کنیدیا می کنند، که در اوایل تابستان خارج می شوند و توسط باران و باد پخش می شوند. این قارچ در زمستان در سطح گیاه میزبان مانند روی پوست یا جوانه ها زنده می ماند.  در اواخر زمستان یا اوایل بهار، آب باران، هاگ ها را با ترکیدن جوانه ها به درون آنها می شوید. هنگامی که این اتفاق می افتد، هیچ درمانی موثر نیست. در بهار، حدود دو هفته پس از شکوفه‌دهی، برگ‌های جدیدی که از جوانه‌های آلوده بیرون می‌آیند، توسط کنیدیا آلوده می‌شوند. رخداد و شدت بیماری به شرایط آب و هوا بویژه تغییر دما و بارندگی بستگی دارد. به طور خاص، برای عفونت موفق، قارچ به زمستان های مرطوب نیاز دارد، جایی که باران (نه مه یا شبنم) درخت را برای بیش از 12.5 ساعت در دمای زیر ۱۶ درجه سلسیوس (۶۱ درجه فارنهایت) خیس کند. قارچ نمی تواند در دمای زیر ۹ درجه سلسیوس (۴۸ درجه فارنهایت) رشد کند.

## کنترل بیماری
روش های مختلفی برای مقابله با این بیماری توصیه می شود.
- برای تعداد کم درختان٬ مؤثرترین روش این است که درختان هلو را در مقابل دیوار خانه زیر سقفی آویزان، که احتمالاً در زمستان با حصیر پوشانده شده است، کاشت کنند تا از باران زمستانی قبل از ترکیدن جوانه ها محفوظ باشند تا زمانی که دما در بهار از ۱۶ درجه سانتیگراد (۶۱ درجه فارنهایت) تجاوز کند، چون در این موقع قارچ غیرفعال است.
- در سطح تجاری، سمپاشی برگ ها با قارچ کش ها رایج ترین روش مبارزه است. سمپاشی باید در زمستان و قبل از جوانه زدن انجام شود. اگر درختان به اندازه کافی زود سمپاشی نشوند، درمان بی اثر است. مخلوط‌های مبتنی بر مس (مانند مخلوط بوردو) و گوگرد آهک دو قارچ‌کشی هستند که معمولاً استفاده می‌شوند۰
- ارقام هلو را می توان کاشت که در برابر پیچ خوردگی برگ هلو مقاومت نشان می دهند.

اگر درختی در یک سال خاص پیچ خورده برگ هلو داشته باشد، بیماری به طور اجتناب ناپذیری سیر خود را طی می کند، اما می توان اقداماتی را برای حفظ درخت یا به حداکثر رساندن محصول انجام داد: محافظت از درخت در برابر باران بیشتر در دمای زیر ۱۶ درجه سلسیوس (۶۱ درجه فارنهایت) ، استفاده از نوارهای چربی در اطراف تنه برای محافظت از هجوم حشرات که باعث گسترش بیماری می شوند, تامین نیتروژن و آب اضافی برای به حداقل رساندن استرس روی درخت. مشخص نیست که آیا حذف برگ های آلوده از درخت مفید است یا خیر. برداشتن برگ‌ها و میوه‌های آلوده پس از افتادن روی زمین نیز گاهی پیشنهاد می‌شود.

## تاریخ
پیچش برگ هلو برای اولین بار در سال 1852 در آمریکا معرفی شد و اکنون در سراسر کشور گسترش یافته است. تا سال 1947، این بیماری سالانه 2.5 تا 3.0 میلیون دلار برای ایالات متحده هزینه داشت.

## لینک های خارجی
- Index Fungorum
- پایگاه داده قارچ USDA ARS
- انجمن سلطنتی باغبانی - پیچش برگ هلو
- درمان پیچ خوردگی برگ هلو